# La Torre d'Òrb
La Torre d'Òrb (en francès La Tour-sur-Orb) és un municipi occità del Llenguadoc, situat al departament de l'Erau, a la regió d'Occitània.

## Demografia

Població 1962-2008

## Entitats de població
- Bovals
- Lo Bosquet de la Balma
- Bossagues
- Clairac
- Frangolha
- Lo Mas Blanc
- La Plana
- Las Rufas
- Sant Xist
- Senegra
- Vèrèlhas